# 니시사토역
니시사토역(일본어: 西里駅)은 일본 구마모토현 구마모토시 기타구에 있는 규슈 여객철도 가고시마 본선의 역이다. 상대식 승강장 2면 2선의 구조를 가진 지상역이다.

## 타는 곳
| 대학 입구 쪽 | ■ 가고시마 본선 | (상행) | 오무타 · 하카타 방면     |
| 현도 입구 쪽 | ■ 가고시마 본선 | (하행) | 구마모토 · 야쓰시로 방면 |

## 이용 현황
| 승차 인원 추이 | 승차 인원 추이 | 승차 인원 추이 |
| 연도           | 하루 평균 인수 | 증가율         |
| -------------- | -------------- | -------------- |
| 2001           | 100            |                |
| 2002           | 95             | -5.0%          |
| 2003           | 225            | 136.8%         |
| 2004           | 274            | 21.8%          |
| 2005           | 308            | 12.4%          |
| 2006           | 405            | 31.5%          |
| 2007           | 489            | 20.7%          |
| 2008           | 525            | 7.4%           |

## 역 주변
- 구마모토 보건과학대학

## 역사
- 1943년 10월 1일 : 니시사토 신호장(일본어: 西里信号場)으로 개설.
- 1954년 12월 10일 : 역으로 승격해 니시사토역으로 개설.

## 인접 정차역
| 가고시마 본선      | 가고시마 본선 | 가고시마 본선                  |
| ------------------ | ------------- | ------------------------------ |
| 우에키 모지코 방면 | ■ 보통        | 소조다이가쿠마에 가고시마 방면 |